# CBS

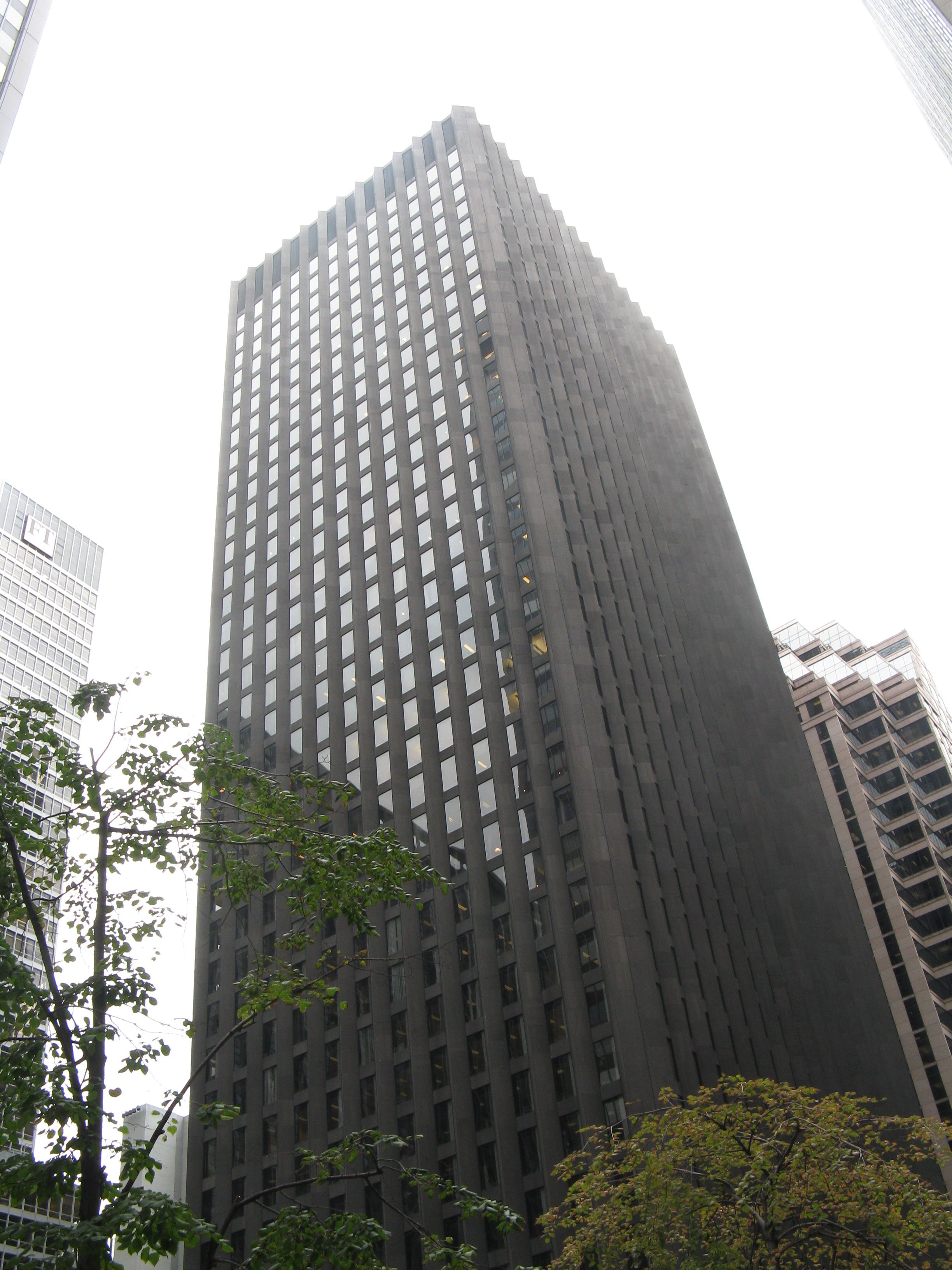
本社があるニューヨークのCBSビル（エーロ・サーリネン設計）

CBS（CBS Broadcasting Inc.）は、パラマウント・スカイダンス・コーポレーションがCBSエンターテインメント・グループ部門を通じて所有する、アメリカの商業放送テレビ・ラジオネットワークである。ニューヨークのCBSビルディングに本社を置き、ニューヨーク（CBSブロードキャスト・センター）とロサンゼルス（CBSテレビジョン・シティとCBSスタジオ・センター）に主要な制作施設と業務を置いている。NBC、ABCと並ぶ3大ネットワークのひとつで、最も早くラジオネットワークを築き上げたパイオニアでもある。CEOはバイアコム（Viacom）のCEOだったレス・ムーンヴェス。
1997年までは正式名称がコロムビア放送（Columbia Broadcasting System）、略称がCBSであったが改名して現在の正式名称となる。愛称は「目・瞳」を表したロゴから「EYE（NETWORK）」と呼ばれる。以前は視聴者層を選ぶ製作気質を持っていたこと、1950年までニューヨーク市のティファニー本社前に本社があったことなどから、時として「The Tiffany Network」とも呼ばれる。

## 沿革

### ラジオ

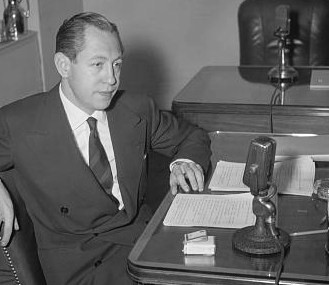
ウィリアム・サミュエル・ペイリー

- 1927年：ニューヨークのエージェントだったアーサー・ジャドソン（英語版）によって設立された「United Independent Broadcasters」が現在のCBSの起源とされており同局は1月27日に初回ラジオ放送を開始した。放送局はすぐに出資者を募り、同社を救うため同年4月に投資したのがコロムビア・レコードをオーナーに持つ「Columbia Phonographic Manufacturing Company（コロムビア蓄音機社）」であった。結果的に「United〜」は「Columbia Phonographic Broadcasting System（コロムビア蓄音機放送）」と名前を変え、同年9月18日に放送を開始。最初の本社はニューヨーク市の隣、ニュージャージー州ニューアーク市で、15支局だった。9月25日、十分なコマーシャル時間を確保できなかったためコロムビアはペンシルベニア州フィラデルフィアの大手タバコ製造メーカーのユダヤ人御曹司ウィリアム・サミュエル・ペイリー（英語版）（en:William S. Paley）に同放送局を50万ドルで売却。ペイリーは名前を「Columbia Broadcasting System（コロムビア放送）」に変更、現在の名前が初めて使われた。また、ペイリーはラジオ放送のコマーシャルから得られる利益を確信しており、彼の地元フィラデルフィアのCBS系列WCAU放送（現在はNBCが所有）に彼のファミリーのタバコ会社「La Palina」の広告を載せようと身内を説得。その後、彼の会社はラジオのスポンサーになることが自社のタバコをベストセラーに導くと確信した。同年9月、39万ドルでニューヨーク市ブルックリン区にあった小さな放送局「Atlantic Broadcasting Company」を買収。WABCと名付けられ、同支局はCBSの代表的な支局となった。WABCは瞬く間に急成長しより周波数の強い860kHzでの放送を開始した（1946年にWCBSに名前を変更。周波数が880kHzになった）他の主な支局としては「KNX Los Angeles」「KCBS San Francisco」「WBBM Chicago」「WJSV Washington DC」「KMOX St Louis」「WCCO Minneapolis」などで、WCBSを含めこれらの支局は現在でも主要なCBSラジオ放送網となっている。

- 1928年：パラマウント・ピクチャーズがCBSの投資者になった。一時期、一部支局では名前を「パラマウント・ラジオ」としたところもあったが、パラマウントにとってこれから、という時に1929年の世界大恐慌が訪れパラマウントは倒産寸前まで追い込まれ投資から退却せざるを得なかった。1932年には全ての支局がCBSに戻った。

- 1930年：ニュースの提供者であったAP通信が、その業務を辞退したことによってCBSニュースは大きな打撃を受ける。ペイリーは独立した報道チームを作ることを決意し、副社長で前ニューヨークタイムズ記者のエド・クラウバーとニュース・ディレクターだったポール・ホワイトによって実行に移された。

- 1935年：当時まだ入社したばかりだったエドワード・R・マローがドイツ軍のロンドン爆撃（ブリッツ）をレポートした「Director of Talks」はCBSの独立ニュースの先駆けとなり、マローはさらに記者団を作りCBSニュースを一気に成長させた。

- 1938年：CBSはアメリカで3番目の規模を持つ放送局になり2位のNBCとライバル関係に居た（現在も然り）。当時NBCのオーナーであったデヴィッド・サーノフは技術面に明るく放送技術に力を注いでいた人物であったため製作のスタッフ達は当時の一流機材で仕事をすることができ、なおかつより鮮明な音声で放送をしていた。一方ペイリーは番組の内容に力を注ぐ人物で、ミュージカルやコメディショーで成長していった。CBSから出たスターにはビング・クロスビー、アル・ジョルソンなどがいる。そして、両放送局はエンターテイメントの中心地カリフォルニア州ロサンゼルス市・ハリウッドに同時に支局を開設。しかもNBCがサンセット・アンド・ヴァインのラジオシティに、CBSがコロムビア・スクエアに、わずか2ブロックしか離れていない場所だった。同年10月30日、オーソン・ウェルズが司会を務めていた「マーキュリー劇場」において、ニュース番組のような形で火星人によるアメリカ侵略のフィクションを放送し、人々がパニックを起こすという有名な事件が起こる（宇宙戦争 (ラジオ)を参照）。この事件でCBSは謝罪した。1994年になってから宇宙船が地球に墜落したというウソニュース番組「Without Warning」をテレビで制作したがCMを上手くいれるなどして過去の過ちは繰り返さぬように工夫した。

- 1940年：長らくラジオはスポンサー優勢のメディアで、番組が圧迫されることもあった。ペイリーは通常30分や1時間という単位で売られていた広告枠を分単位に短縮。以前はスポンサーが番組の内容にまで色々口を出してくることが多かったが、時間を刻んだことによりスポンサーが関与できる部分が減り（力が減り）よりオリジナルに近い番組制作ができるようになった。

- 1945年：上記のペイリーの政策によりCBSはジャック・ベニー、エドガー・バーゲンなどをNBCから引き抜き、放送は好調だった。

- 1950年：時代は徐々にラジオからテレビに移り変わっていったが、50年代後半まではまだラジオが経営主体であった。しかし、テレビがより発達していくに連れラジオのスター達はテレビに移行し始めた。同年、Burns & Allenが移動。55年に常に高視聴率だったJack Benny Showのジャック・ベニーが、57年に「Edger Bergen's Sunday Night Show」が終了した。

- 1956年：CBSにおいてラジオとテレビの形勢が逆転、テレビ時代の到来を告げた。

- 1960年：11月25日をもって昼間のレギュラー番組が終了。

- 1962年：9月30日、ゴールデンタイムのレギュラー番組が終了。

- 1972年：トークショーのパイオニア、アーサー・ゴッドフリーが退職。その後のCBSラジオは1時間ごとの報道番組、ドキュメンタリーやスポーツの実況、夜は「Mystery Theater」など比較的古いスタイルの番組を現在も続けてはいるが、どうしてもニュースに関連するような番組が多くなってしまっている。

### テレビ
- 1939年：CBSは当時ライバル関係にあったRCAに対抗するため1日1時間の実験的テレビ放送をニューヨーク市を中心に開始。続いてHytron Labratoriesを買収し、すぐにカラー放送を開始した。当時多くの技術特許の問題で複雑だった状況の中でRCAは連邦通信委員会に働きかけCBSとの差を開かせ一躍脚光を浴びた。DuMont社を始めとした放送局は同年に開催されたニューヨーク万博でテレビを大々的に公共化した。

- 1941年：7月1日連邦通信委員会は最初にRCAとニューヨークのNBC支局（WNBT）にテレビ放送を認可。同日、ニューヨークのCBS支局（WCBS）にも与えた。CBS-Hytronはカラー放送の認可を同委員会に申請したが、質の悪さで白黒放送と争えるほどの力はなく、委員会はこれを却下した。

- 1946年：第二次世界大戦中は事実上民放は機能していない状態で同年になってやっと元通りのプログラムに復帰した。CBSがまだこの余韻の消えないうちにRCAとDuMontは熾烈な支局開設争いを実施。

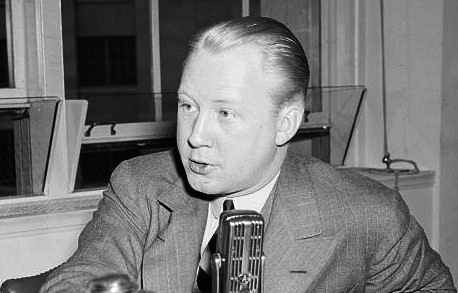
フランク・スタントン

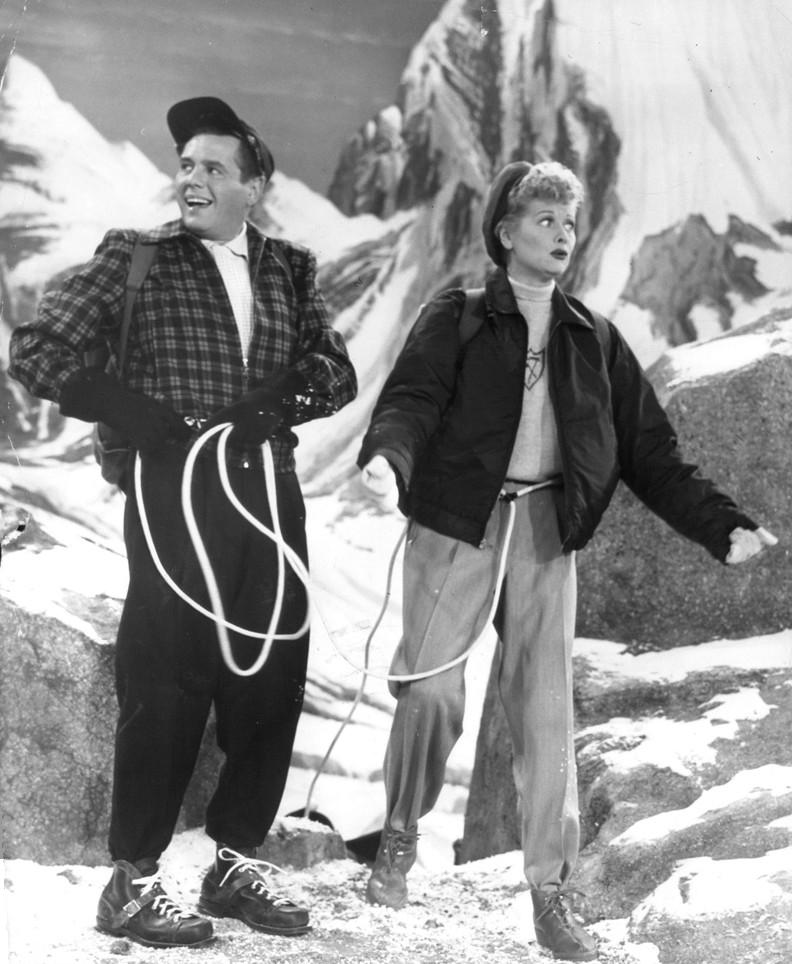
アイ・ラブ・ルーシー

- 1950年：NBCがテレビ業界で優勢となりCBSは新しい支局やスタジオの買収、建設に躍起になった。かつてのNBCの番組「Talent Raid」はから出た40人あまりのスターは現在CBSと契約していた。その中にはラジオからテレビに移行する番組「My Favorite Husband」の製作に乗り気ではないルシル・ボールもいた。同番組はルシルの実際の夫の生活を描写するものであったが映像が付くテレビとはその心境に差があった。会長ペイリーと社長のフランク・スタントンはわずかな希望を込めて、代わりに現在のシットコムの先駆けとなった「アイ・ラブ・ルーシー」を製作。同番組は彼女の夫デシ・アーナズも出演、ルシルの代表作にもなった。また、この頃、テレビはアメリカにおいて主要な娯楽、情報源に成長。CBSの成長率もラジオ全盛期のそれを上回った。また、同局は7〜8の時間帯枠トップ10を設定しABCがCBSの放送局1位の座を奪い取った1970年中頃まで続けられた。70年代の1位からの転落の原因として「Smothers Brothers Comedy Hour」「All In The Family」など少し論争のある番組を制作したことと、会社がこの頃細分化されたことなどであった。

- 1960年：会長ペイリーは美術収集家でありニューヨーク近代美術館の後援者でもあった。CBSのオフィスに何かオリジナリティのあるものをという要求をされたことをうけ、同じ趣味を持っていたフランク・スタントンと共にシャレたデザインの物を使用することを決めた。1936年に買収したKNX Los Angeles西海岸本社をフランクは建築家ウィリアム・レスカーゼルに特徴的でモダンな放送局を設計してくれるよう依頼した。同じように、建築家エーロ・サーリネンにニューヨークのCBS本社のデザインを依頼した。スタントンはさまざまな場所に関わり、その中には「デスクの上に何が置かれているか？」などもあった。そして、現在のロゴである「The Unblinking Eye（瞬きしない目）」がウィリアム・ゴールデンによってデザインされた。CBS社の便箋には秘書がタイプライターで文字を打ち始める時の目安になるようにと小さな点がすでに印刷されているなど、さまざまな工夫を凝らした部分を持っていた。

- 1962年：1953年に初めてカラー放送を開始したのにもかかわらずRCAに先を越され、わずかな番組を除いてカラー放送はメジャーな存在ではなかった。62年にはNBCが多くのカラー番組を持っていたのにもかかわらずCBSは出遅れていた。この頃のCBSの代表的なカラー放送としては「The White House With First Lady Jackie Kennedy」があったが青の色が灰色などに比べ悪かった。

- 1966年：視聴者のカラー放送への強い要望を受け全ての番組をカラー放送に変更。

- 現在：CBSは204のVHF（超短波）とUHF（極超短波）を発信する局をアメリカ国内に持っており、現在最もアメリカで見られているテレビ局である。その視聴率を引っ張っているのはサスペンスドラマ「CSI:科学捜査班」やバラエティショー「サバイバー」などである。

### その他

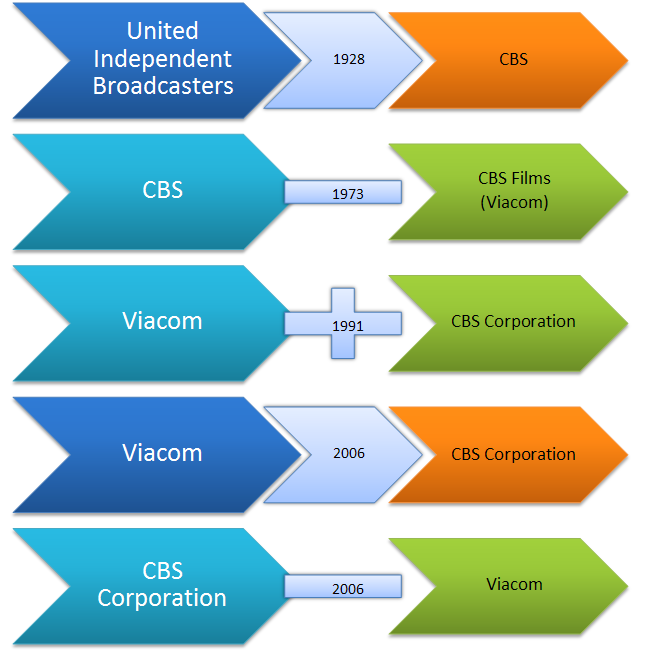
CBS経営体制の変化

- 1965年：CBSは新たな投資の基盤として多角経営に乗り出した。レオ・フェンダーのフェンダーギター社を買収。フェンダーも健康上の理由から自身が同社を経営していくことが困難であったため買収に同意。しかし、65年から1985年の間にかけて同社のギターやアンプの質があからさまに低下し、怒ったフェンダーギターのファン達は1985年にFMIC（Fender Music Instrument Company）を設立した。他の多角経営の試みとしては球団ニューヨーク・ヤンキースの買収が一番大きなもので、出版社、地図製作会社、おもちゃ工場など。また、映画制作会社Cinema Center Filmsの設立で映画業界にも進出を試みるも1972年には倒産し計画は頓挫した。同映画会社は現在はパラマウント・ピクチャーズの一部になっており家庭用DVDの発売やCBSのテレビ映画の製作などを行っている。

- 1971年：Memorex社との合弁事業で世界初のノンリニア編集機CMX-600を開発するも先進的過ぎたその性能や当時の値段で250,000ドルという値段から6台しか製造されなかった。PDP-11ミニコンピュータがベースになっており、RAMを内蔵することによってランダムアクセス性を確保しノンリニア編集を可能としていた。NTSCとPALの両方に対応可であった。

- 1978年：ホームビデオ業界に進出。メトロ・ゴールドウィン・メイヤーと手を組みMGM/CBSホームビデオ（英語版）という会社を立ち上げるも1983年にMGMと契約を解消。その後20世紀フォックス（現：20世紀スタジオ）とCBS/FOXビデオ（英語版）（現：CBSホームエンターテインメント（英語版）、現：20世紀スタジオ ホーム エンターテイメント）を設立。82年のトライスター ピクチャーズの設立でCBSはトライスターの作る映画をCBS/FOXで売るという、二つの仕事を持つことになった。

- 1982年：CBSはコロンビア ピクチャーズとHBOと共に新たなハリウッド進出を計画。現在のトライスター ピクチャーズになった。また、この時テレビゲーム市場にも短期間ながら参入。すでに買収していたGabriel Toys社にゲームを作らせゲームセンターや家庭用ゲーム機Atari 2600用のゲームなどを販売した（後にCBSはGabriel Toys社をView-Master社に売却）。

- 1986年：会長ウィリアム・S・ペイリー（英語版）は自身が高齢になったこともあり引退を考え、その後継者を探していた。功績のあるビジネスマンを求めることを発表。新しく会長の座に着いたのはペイリーの信頼を最も得たローレンス・ティッシであった。

- 1988年：ティッシは社長就任後にビジネスマンとしての力量を発揮したが、社員にとって良い物ではなく、多くの社員はリストラなどを受ける結果となった。また、1938年の買収以来CBSの主要部門であったコロムビア・レコード（CBSレコーズ・グループ）の売却を検討し、日本市場で合弁事業（CBS・ソニーレコード）を行っていたソニーに売却された。同社は「ソニー・ミュージック」と名を変え、2004年にはBMGとの合併で「ソニーBMG（SONY BMG Music Entertainment）」となった（なお、日本を除いた市場では現在も「コロムビア・レコード」の名称を使用している）。

- 1990年：ケーブルテレビの普及と、高い番組制作費により経営状況は悪化。視聴率はまずまずであったが、堕落しているイメージが付きまとった。ティッシは影響力を失い、新たなオーナーを探すこととなった。

- 1991年：日本の東京放送（現：TBSホールディングス）との間でニュース報道における独占包括契約を締結[1]。

- 1995年：ウェスティングハウス・エレクトリック社が5億4000万ドルで買収。同社の民放参入は1920年代以来で、メージャーメディアに成ろうという会社の目標からの買収であった。

- 1997年：150以上のラジオステーションを持つInfiniti Broadcasting Corporation（現在のCBS Radio）を4億9000万ドルで買収。また、2つのケーブルテレビ会社、TNN（現在のSpike TV）とCMT（Country Music Television）も買収。正式名称をColumbia Broadcasting CenterからCBS Corporationに変更、本社をペンシルベニア州ピッツバーグからニューヨーク市へと移動した。そして、多角事業を展開していた頃の子会社の中でテレビに関係のない会社を全て売却した。

- 1998年：American Radio System Corporationを2億6000万ドルで買収したことにより新たに90のラジオステーションを獲得。

- 1999年：King World Productionsを2億5000万ドルで買収。同社は人気番組「ウィール・オブ・フォーチュン」「The Oprah Winfrey Show」などを製作する番組販売会社。この頃にはすでにウェスティングハウス・エレクトリック社の過去の産業は消え去っていた。この時CBSは超巨大メディアになっていたがオーナー企業が現在のバイアコムに変わった。かつてCBSのシンジケーション部門から独立したViacomは370億ドルという巨額でCBSを買収。翌年には世界で2番目の規模を持つエンターティメント製作会社となった。

- 2005年：巨大メディア企業バイアコムがオーナーになったこともありCBSは“コミュニケーション・エンパイア”となったが、バイアコムはこの2社の相乗効果に限界を感じ、会社を2分割することになった。CBSは制作プロダクションのパラマウント・テレビジョン（現：CBSメディア・ベンチャーズ）、ペイテレビのShowtime、出版社のサイモン&シュスター（Simon & Schuster）、テーマパークのParamount Parksなどと共にCBSコーポレーション（旧バイアコムから改称）の傘下となる。一方、会社分割により設立される新しいバイアコムはパラマウント・ピクチャーズ、ケーブルテレビ向け専門チャンネルのMTV、ニコロデオン等を運営するMTVネットワークス（現：パラマウント・メディア・ネットワークス）、BETなどを管轄する。同年11月3日にはCSTV（College Sports TV）を3億2500万ドルで買収を計画。CSTVのCEOは最後までCBSのCEOレスリー・ムーンヴェスから逃げたが、2006年1月に合併した。

- 2006年：CBSパラマウント・ネットワーク・テレビジョン・エンターテインメント・グループが、テレビ番組制作費の圧縮を目的にCBSレコードを復活。iTunesと自社サイトで一曲1ドルで配信。かつての名門としてのネームバリューとCBS本体でのテレビ放送により認知度を高めることを計る。CBSレコードは分社化せず、スタッフは10人程度という。発足時の契約アーティストは、シンガーソングライターのP・J・オルソンとウィル・デイリー、それにロックバンドのセニョール・ハッピー。10月にはインターネット動画配信サイトYouTubeと契約し、「CBS Brand Channel」をYouTube上で立ち上げ、CSIシリーズなどのCMや一部の番組などをYouTube上で配信している。

- 2014年：インターネットの動画配信サービスであるCBS All Access（現：Paramount+）を開始し、CBSの現在および過去のテレビ番組に加えて、オリジナル番組を配信している。

## ロゴについて

CBSの「目」

CBSの「目」をモチーフにしたロゴが最初にデザインされたのは1951年10月17日、20日に初めてテレビ上で使われた。グラフィックデザイナー、ウィリアム・ゴードンがデザインを出掛け、ペンシルベニア・ダッチのHex Signとシェーカー教のドローイングをモチーフとした。それから数年後、ゴードンは新しいロゴを提案したが、社長フランク・スタントンに「目」のデザインは残すよう要求された。
結局、ロゴはデザイン変更されることなく現在となってはCBSのロゴはアメリカで誰もが知る有名なロゴとなり、イギリスのAssociated Televisionなどは「目」のモチーフを真似るなど、しばしば世界のテレビ局で模倣が行われている。ロゴは「Eyemark」とも呼ばれ、90年代後半Viacomとの合併まではCBSの国内外の放送名だった。

## 国外ニュースについて
CBSは自社が国外に支社を持たないが、CBSニュースが記者を派遣して国外ニュース報道を行う。CBSニュースが制作する番組は提携関係にあるイギリスのSky News（Sky NewsはFOXニュースをオーナーに持つフォックス・コーポレーションの子会社）やオーストラリアのNetwork Tenでも放送。2005年までは欧州・アラビア圏を中心に展開するチャンネルOrbit Newsでも放送していた。

## 出来事
- 2004年、第38回スーパーボウルのハーフタイムショーでジャネット・ジャクソンの衣装がはだけ、生放送で乳房が丸出しになってしまった。これを受け、連邦通信委員会はCBSに対し55万ドル（約6000万円）の罰金を課した。これは放送法違反の罰金としては異例に高額であった。CBSは謝罪会見を開き、予期できぬ出来事だったと謝罪した。しかし後にジャクソンが故意的に衣装をはだけさせたということが判明した。
- 2004年9月、ドキュメンタリー番組『60 Minutes』で当時のブッシュ大統領の州兵経歴疑惑に対する内容を扱ったところ、「でっち上げのウソだ」と批判された。CBSは調査の末、事実に基づかない内容だったことを認めた。その後、司会であったダン・ラザーが降板し、番組に関わった4人のスタッフを解雇した。
- 2024年10月、ドキュメンタリー番組『60 Minutes』で2024年アメリカ合衆国大統領選挙について取り上げた際に民主党候補であったカマラ・ハリスに有利な編集を行っていたとして、同選挙で当選した共和党候補のドナルド・トランプが親会社のパラマウント・グローバルに対して、損害賠償請求訴訟を提起。2025年7月に同社が1600万ドル（約23億円）を支払うことで和解した[2][3][4]。

## 豆知識
- 2005年の映画「グッドナイト&グッドラック」はエドワード・R・マローとフレッド・フレンドリーが第二次世界大戦後「赤狩り」の急先鋒だった反共産主義者ジョセフ・マッカーシー上院議員との対決を描いた内容。
- 1939年発表の映画「オズの魔法使」を初めてテレビ放送したのはCBSで、それを始め他局に比べ多くの映画放送を行っている。
- 初めてチャイコフスキーのバレエ「くるみ割り人形」を全編テレビ放送した。
- ウラジミール・ホロヴィッツのロシアでのコンサートを初めて生で放送。1986年4月20日午前9時からだった。
- レナード・バーンスタインが初めてテレビ出演したのはCBSで、その後彼は1958年から72年まで「ヤング・ピープルズ・コンサート」というシリーズを持った。
- 1960年、歴史的なケネディ・ニクソンの大統領選討論会のテレビ中継を計画したのはCBSのドン・ヒューイットだった。この放送を機に大統領選の行方が大きくテレビに影響されることが証明された。